# Брехен
Брехен (нем. Brechen) — община в Германии, в земле Гессен. Подчиняется административному округу Гиссен. Входит в состав района Лимбург-Вайльбург.  Население составляет 6573 человека (на 31 декабря 2010 года). Занимает площадь 24,86 км².